# Гірроккін (супутник)
Гірроккін (Сатурн XLIV, лат. Hyrrokkin, давньоскан. Hyrrokkin) — тридцять дев'ятий за віддаленістю від планети супутник Сатурна. Відкритий 12 грудня 2004 року. Повідомлення про відкриття зроблено 30 червня 2006 року. Робоча назва S/2004 S 19. Діаметр супутника 8 кілометрів. 
Гірроккін належить до скандинавської групи супутників Сатурна (підгрупа Скаді). У скандинавській міфології Гірроккін — велета, яка допомогла асам спустити на воду поховальний корабель Бальдра «Рінгорн».